# Erik Mailick
Erik Mailick (* 25. August 1907 in Moritzburg; † 9. November 1990 ebenda) war ein deutscher Tier-, Jagd- und Landschaftsmaler und -Grafiker und Aktivist des Wildtierschutzes.

## Familiäres
Erik (eigentlich Erich) Mailick war der Sohn von Alfred Moritz Mailick (1869–1946) und dessen aus Bayern stammender Ehefrau Rosa, geb. Niedermeyer. 1902 wurde seine Schwester Erika († 1990) geboren. Mailicks Vater war ein erfolgreicher akademischer „Jagdmaler“. Die Familie bewohnte in Moritzburg ein von Richard Riemerschmid entworfenes und 1902 erbautes großes Wohn- und Atelierhaus mit der heutigen Adresse Bahnhofstrasse 17. Die Familie verkaufte 1922 das Haus und bezog mehrere Räume im Schloss Berbisdorf.
Erik Mailick war ab 1952 mit Ursula, geb. Zuleger († 1998) verheiratet. 1952 wurde ihr Sohn Hubertus geboren.

## Leben und Werk
Mailick machte 1927 das Abitur und studierte 14 Semester Malerei an der Akademie für Bildende Künste Dresden, u. a. als Meisterschüler von Ferdinand Dorsch, Max Feldbauer und Rudolf Schramm-Zittau. Einer seiner Kommilitonen war Günter Schmitz, mit dem er lebenslang befreundet blieb. Mailick schloss sein Studium mit Auszeichnungen ab und erhielt den Rom-Preis der Hugo-Göpfert-Stiftung, der ein Stipendium von 4000 Reichsmark beinhaltete und ihm einen längeren Studienaufenthalt in Italien ermöglichte. Ab 1932 arbeitete Mailick in Berbisdorf als freischaffender Maler, wie sein Vater mit Vorliebe für jagdliche Motive. Seine erste größere Arbeit war ein Tafelbild Balzender Auerhahn. Dafür wurde er 1937 auf der Internationalen Jagdausstellung in Berlin mit einer Silbermedaille geehrt. Bei einem Aufenthalt in dem oberpfälzischen Marktflecken Kallmünz mit seiner bedeutenden Künstlerkolonie lernte er Rupert Preißl kennen, mit dem ebenfalls eine lebenslange Freundschaft entstand.
In der Zeit des Nationalsozialismus war Mailick Mitglied der Reichskammer der bildenden Künste. Seine konventionellen Gemälde entsprachen dem herrschenden Geschmack. Für diese Zeit ist seine Teilnahme 1943 in Dresden an der Kunstausstellung Gau Sachsen und der Großen Kunstausstellung Dresden und von 1938 bis 1944 jährlich an der Großen Deutsche Kunstausstellung in München sicher belegt. Von den 15 in München ausgestellten Ölgemälden erwarb u. a. Heinz Birthelmer 1938 für 1500 RM Balzender Auerhahn und Joseph Goebbels 1942 für 1800 RM Birkhähne.
Nach dem Beginn des Zweiten Weltkriegs wurde Mailick zur Wehrmacht eingezogen. Er nahm am Krieg teil und war bis 1946 in Kriegsgefangenschaft. Nach der Entlassung erwarb er neben dem Jägerteich im Wald östlich von Moritzburg als Wohnhaus das ehemalige Hegerhaus des Wildgeheges von August dem Starken. Das Haus trägt heute den Namen Mailicks, und ein dort beginnender Weg heißt seit 1998 Erik-Mailick-Weg.
Mailick arbeitete wieder freischaffend als Maler und Grafiker und war ab 1947 Mitglied des späteren Verbands Bildender Künstler der DDR. Neben der künstlerischen Arbeit war sein Lebensinhalt der Schutz, die Hege und Jagd des heimischen Jagdwilds. U. a. initiierte er biotopunterstützende Maßnahmen und die Anlage von Nisthilfen an den Moritzburger Teichen. Sein besonderes Verdienst ist die Erhaltung des Weißstorchs in der Moritzburger Landschaft. Mit seinem Zwinger Vom Jägerteich war Mailick ein erfolgreicher Züchter und Führer von Deutschen Jagdterriern, Deutsch Drahthaar und Alpenländischen Dachsbracken. Auf seinem Anwesen unterhielt er einen Hauszoo. 1969 erhielt er die mit 100 Mark dotierte Ehrennadel für besondere Leistungen im Jagdwesen der DDR in Bronze und 1986 in Nürnberg für das Gemälde Strandläufer eine Silbermedaille im Wettbewerb Zeitgenössischer Künstler der Ausstellung Wildtier und Umwelt. 1988 erhielt er die Ehrenbürgerschaft von Moritzburg.
Mailick schuf auch in der Sowjetischen Besatzungszone und in der DDR vom Impressionismus beeinflusste Gemälde mit jagdlichen Motiven und Landschaften, zudem Illustrationen für Tierbücher insbesondere des Neumann Verlags Radebeul und des Jugendlandverlags Dresden-Laubegast. Illustrationen fertigt er auch für die Zeitschriften Unsere Jagd und Wild und Hund und für Jagd-Kalender. Für die Deutsche Post entwarf er 1967 als Auftragswerk die Briefmarken-Serie Geschützte Vogelarten mit sechs Werten.
Er hatte in der Zeit der DDR und nach der deutschen Wiedervereinigung im In- und Ausland Einzelausstellungen und Ausstellungsbeteiligungen und wurde mehrfach geehrt. In der DDR fanden seine Bilder jedoch lediglich im Zusammenhang mit dem Thema Jagd und Hege Beachtung und Anerkennung. Er war auf keiner der politisch relevanten zentralen und großen regionalen Ausstellungen vertreten, was auf seine Rolle in der NS-Zeit zurückzuführen sein dürfte.
Mailick erhielt von den Behörden der DDR die Genehmigung zu Reisen in die Bundesrepublik, wo er Rupert Preißl besuchte. Mit Günter Schmitz hielt Mailick sich wiederholt in Kallmünz auf. Dort malte er und stellte auch seine Bilder aus und ging dem Angeln nach. 1986 wurde er mit einem Kallmünzer Hochzeitstaler geehrt, einer Auszeichnung der Marktgemeinde für verdiente Bürger.
Mailick starb in seinem Waldatelier beim Zeichnen einer Hirschtrophäe. Er wurde in einem gemeinsamen Grab mit seiner Frau und seiner Schwester in der Nähe des früheren Grabes von Käthe Kollwitz auf dem Moritzburger Friedhof beigesetzt.